# CQ-Zone

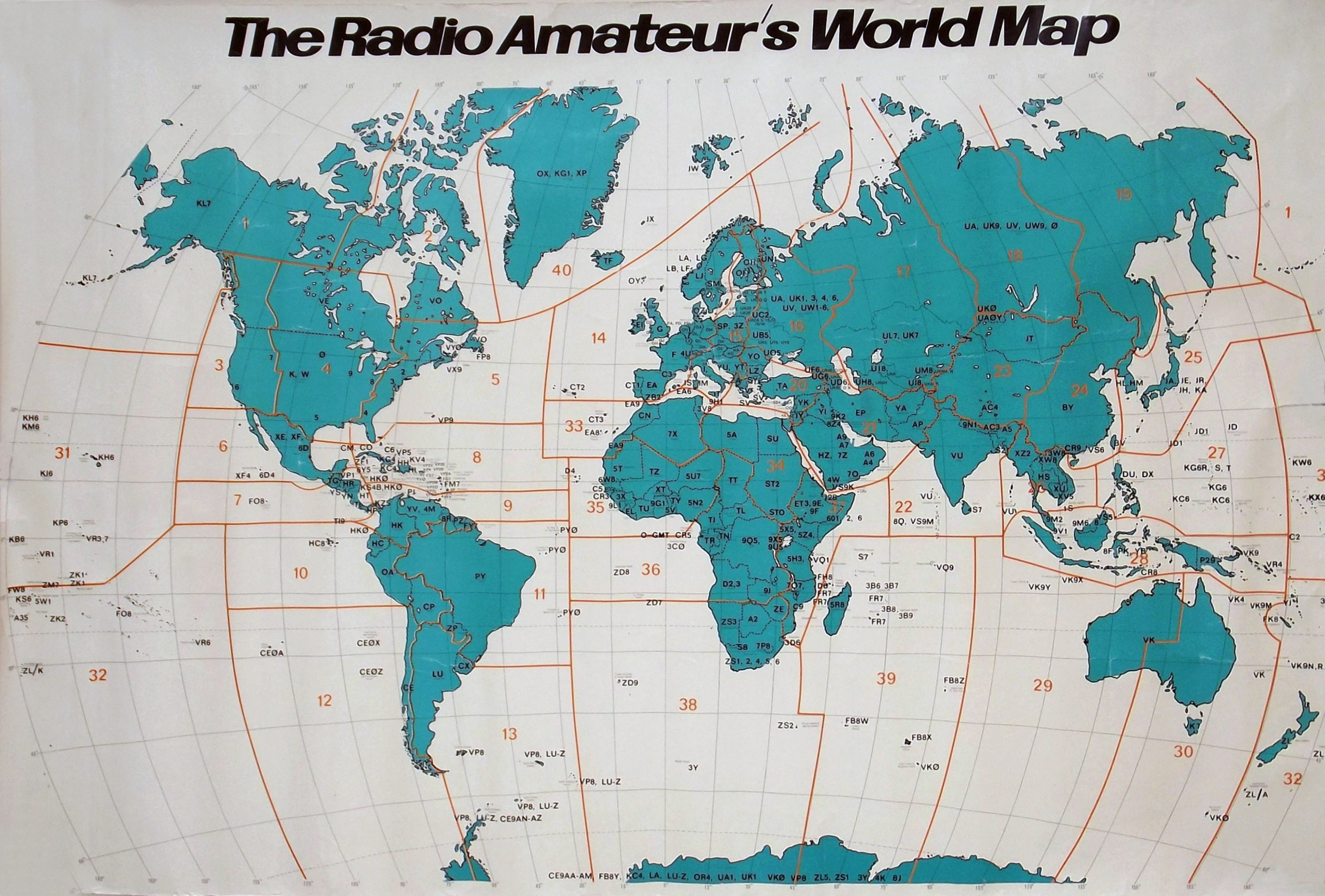
CQ-Zonen der Welt

CQ-Zone ist eine im Amateurfunk gebräuchliche Einteilung der gesamten Erdoberfläche in insgesamt 40 Zonen.
Die CQ-Zonen dienen unter anderem als Kriterium bei Amateurfunkwettbewerben und für die Beantragung von Amateurfunkdiplomen, wie dem CQ WAZ-Diplom (Worked All Zones; deutsch „arbeitete alle Zonen“), bei dem ähnlich wie beispielsweise beim DXCC-Diplom, eine Reihe von bestätigten zweiseitigen Funkverbindungen (QSOs), hier mit Amateurfunkstationen in allen CQ-Zonen nachgewiesen werden muss.
Während Deutschland, die Schweiz und Liechtenstein in der CQ-Zone 14 liegen, gehört Österreich zur daran östlich angrenzenden CQ-Zone 15.

## Geschichte
Nach einigen Vorläufern in den 1930er Jahren, insbesondere einem ersten WAZ-Wettbewerb, der im November 1934 durch das damalige R/9 Magazine ausgerufen wurde, hatte die heutige Einteilung der Erde in 40 Zonen ihre Anfänge im Jahr 1949, wenige Jahre nachdem das amerikanische Amateurfunkmagazin CQ Amateur Radio das erste Mal erschienen war. Hier wurde der CQ World Wide DX Contest (deutsch „CQ weltweiter Fernverbindungswettbewerb“) ins Leben gerufen.
Die CQ-Zoneneinteilung mit ihren 40 Zonen ist weniger fein als die nahezu zeitgleich durch die Internationale Fernmeldeunion (ITU) definierten neunzig ITU-Zonen.